# Trioza sahlbergi
Trioza sahlbergi är en insektsart som beskrevs av Sulc 1913. Trioza sahlbergi ingår i släktet Trioza och familjen spetsbladloppor. Inga underarter finns listade i Catalogue of Life.